# Haría
Haría es una localidad y municipio español perteneciente a la isla de Lanzarote, en la provincia de Las Palmas, comunidad autónoma de Canarias.

## Geografía
El municipio de Haría se encuentra situado al norte de la isla de Lanzarote. La mayor parte de su perímetro, concretamente 42 km, está ocupado por zonas costeras, siendo la zona septentrional más acantilada que la oriental, donde la costa es más suave permitiendo la formación de playas. Presenta una superficie de 106,6 km², de los cuales un 30 % aproximadamente es Espacio Natural Protegido.
El municipio se encuentra conformado por diez núcleos de población: Haría, Máguez, Guinate, Ye, Órzola, Punta Mujeres, Arrieta, Tabayesco, Mala y Charco del Palo.

## Demografía
Cuenta con una población de 5567 habitantes (INE 2024).
| Gráfica de evolución demográfica de Haría entre 1842 y 2021 |
| |
| Población de derecho según los censos de población del INE Población de hecho según los censos de población del INEEn estos censos se denominaba Aria o Haria: 1842 |

## Historia
Desde época prehispánica el municipio de Haría cuenta con numerosos asentamientos aborígenes distribuidos por todo el territorio municipal. Encontramos así hábitats dispersos con estructuras poco elaboradas como las de Tinache o en cuevas naturales (Malpaís de La Corona) ligadas a actividades pastoriles y de marisqueo.
Fruto de los asentamientos en la zona de Malpaís de La Corona fue la creación de las queseras de Bravo: estructura radial en forma de quesera esculpida en piedra volcánica, única en el archipiélago y de la que aún se desconoce su utilidad y significado.
El nombre de Haría se encuentra relacionado con la toponimia del lugar. Se sabe que el valle de Haría era conocido por los aborígenes con el nombre de Faria, por lo que esta denominación pudo ser una derivación de la palabra Chafariz, de origen árabe, que significa fuente o manantial de agua.
Tras la conquista en 1402 por Juan de Bethencourt y Gadifer de la Salle en el valle de Haría se sigue manteniendo un asentamiento poblacional por las particularidades geográficas y climáticas de la zona, que la convierten en uno de los lugares más fértiles de la isla. 
Las continuas razzias durante los siglos xvi y xvii y los años de sequía provocaron fuertes oscilaciones en la población del municipio, pero a pesar de ello sigue siendo el segundo núcleo de población más habitado de la isla después de Teguise. 
Una de las incursiones piráticas más nefastas para el municipio fue la que realizó el argelino Morato Arráez, cuando al mando de 600 hombres atacó el 1 de agosto de 1586, el pueblo de Haría, aprovisionándose de aves, cabras y verduras, quemando a continuación las cosechas y el palmeral. 
La cueva de los Verdes jugó un papel fundamental en la defensa de la población insular ante los continuos ataques piráticos sufridos por la isla de Lanzarote, antes y después de la conquista.
Desde 1585 el beneficiado de Teguise le concede a Haría pila bautismal y cura, dependientes de este beneficiado. En estos momentos Haría es el único núcleo de población al que se le concede este privilegio, pues la lejanía de Teguise y el alto número de vecinos hace necesario que estos cuenten con estos servicios religiosos. 
En 1811 las Cortes de Cádiz derogan por Decreto las islas de señorío quedando por tanto la administración civil bajo la Corona. En 1812 y también por decreto, se distribuye la administración insular en municipios. Para 1835 ya se encuentra configurado el mapa municipal de Lanzarote formando Haría parte de los ocho municipios creados en ese entonces. 
El desarrollo turístico de los años 1970 y 1980 provocó cambios en la economía. Las zonas más fértiles del municipio son la vega de Máguez y el valle de Haría. En estos lugares encontramos plantaciones de papas, legumbres, cereales, hortalizas, etc. En el resto del municipio encontramos pequeñas plantaciones adaptadas al medio y salteadas por árboles frutales y viñas. 
La riqueza pecuaria venía dada por la existencia de ganados caprinos y ovejunos, que solían localizarse en la zona del Malpaís de La Corona y debajo del risco, siendo su traslado estacional.
La única industria con la que ha contado el municipio ha sido las salinas, destinada a la producción de sal para abastecer el mercado interinsular. Las Salinas del Río son las más antiguas de canarias siglo xv. Las de Órzola fueron construidas en los años 1940 y estuvieron funcionando hasta los años 1970.
El cambio de capitalidad en 1852 a favor de Arrecife relega al pueblo de Haría a una situación de menor categoría.
La economía de la isla estuvo siempre sujeta a las fluctuaciones del mercado internacional. En el siglo xviii se explota la barrilla (Mesembryanthemum crystallinum) en Arrieta y Órzola, pero en el siglo xv la sosa artificial arruina la producción. La sequía y la importación más barata de granos y harinas extranjeras provocan la caída del mercado municipal lo que trajo consigo la diáspora hacia Cuba, Venezuela y Uruguay. 
En la segunda mitad del siglo xix se introduce el cultivo de la cochinilla (Dactiylopius coccus) sobre el nopal (Opuntia ficus-indica) pero a finales de siglo la aparición de los colorantes artificiales vuelve a provocar la emigración de los vecinos del municipio a Gran Canaria, Tenerife, Cuba y Venezuela.

## Cultura

### Artesanía
Dentro de la artesanía típica del municipio de Haría podemos señalar la elaboración de rosetas, las cuales se elaboran individualmente para posteriormente elaborar mantelerías y paños de estructuras más complejas. La roseta se elabora sobre un cojín o almohadilla rellena de serrín, así como una base metálica denominada piqué. Dentro de las rosetas podemos contemplar numerosas variantes tales como la roseta de galletones, centros, pispillas, pescado, trozo, ordinaria, de cuatro y a dos 2, de trinque, etc.
La palmera proporciona la materia prima necesaria para la realización de la cestería, así como del trabajo de palma (esteras, escobas, sombreros de palmito trenzado (conocidas como sombreras), empleitas (molde para hacer queso), bolsos etc.)
Máguez y Haría presentan la particularidad de ataviar las escobas de palma con la vestimenta tradicional de la isla.
En Máguez, a principio del siglo XX, se desarrolló la artesanía del atillo, que aún se sigue manteniendo. El atillo se extrae de la pitera.

### Fiestas
Las fiestas más destacadas son las de San Juan en Haría por ser el patrón del municipio. Marca el inicio del verano. Es tradicional festejarla con la celebración de una gran hoguera donde se quema a Facundo el día 23 de junio por la noche. Esta manifestación está vinculada con algunos ritos propios de la cultura prehispánica relacionados con la recogida de las cosechas.
Otras fiestas destacadas son los Carnavales en Haría, Nuestra Señora del Carmen en Arrieta y El Pino en Punta Mujeres.

### Deporte
La lucha canaria representa el deporte más popular del municipio. Siendo el Club de Lucha Unión Norte el único equipo del mismo. Fundado en 1967 con la unión del C.L. Máguez y C.L. Haría. Su estadio o terrero de lucha Luis Montero Barreto tiene una capacidad de 1000 personas. En la actualidad (año 2024) la presidenta del club es Doña Anahí Cabrera Betancourt. Sus compañeros de la directiva: Rebeca Dayekh, Valentín Lemes, David Romero, David Lemes y Aduén Morales llevan en club desde el año 2019. 

En baloncesto está el club baloncesto Haría "La Vuelta Arriba", fundado en 2008 por Marciano Acuña. El club en 2011 contaba con 2 equipos minibasket y 2 benjamines, masculino y femenino en las dos categorías.
En fútbol está el Haría club de fútbol Rincón de Aganada, fundado en 1975. Su estadio Ladislao Rodríguez Bonillo tiene un aforo máximo de 500 personas. El club participa en la Liga primera regional de Lanzarote.

### Patrimonio

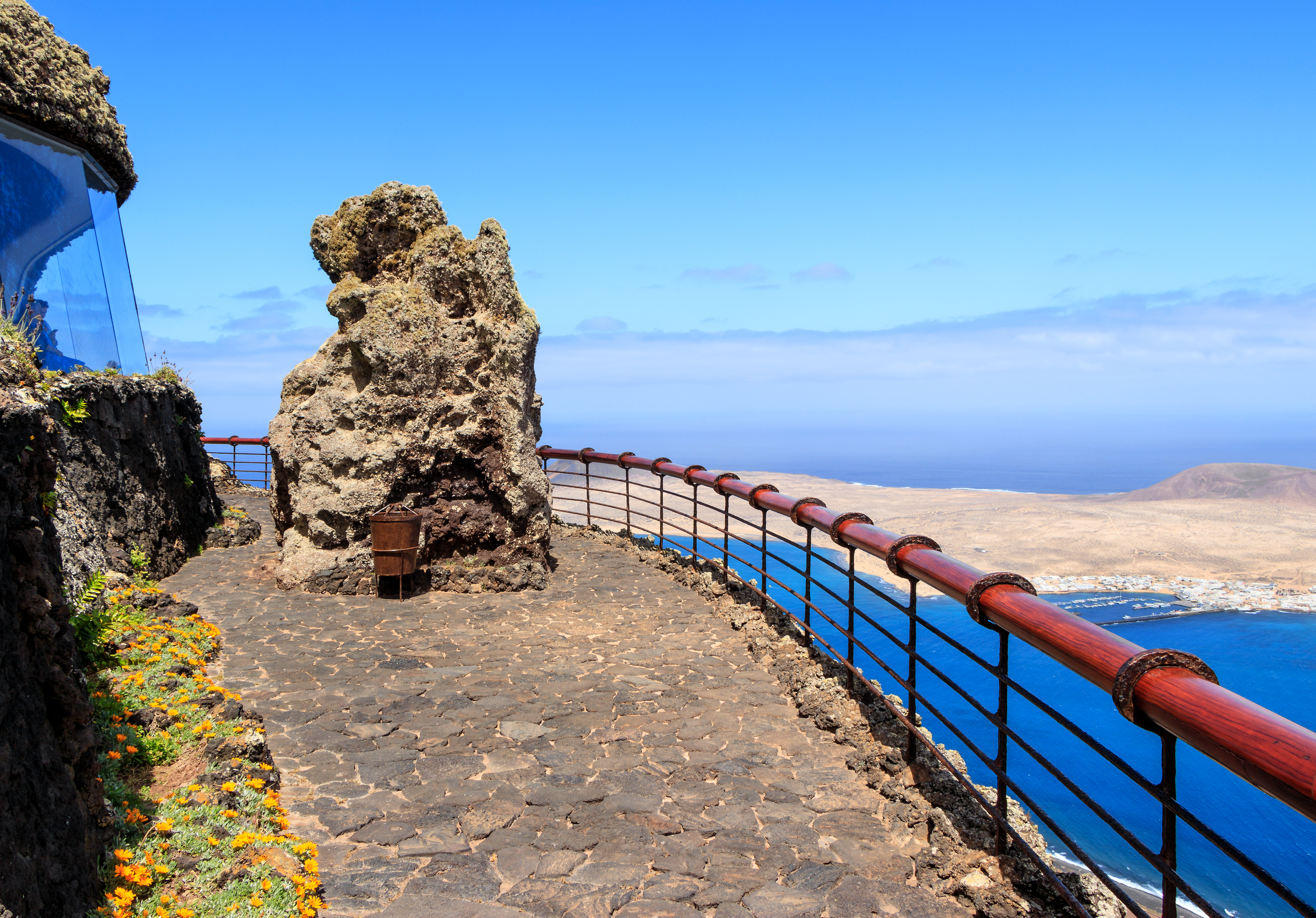
Mirador del Río

El municipio cuenta con numerosos lugares de interés:
- Casa museo de César Manrique
- Mirador del Río
- Jameos del Agua
- Cueva de los Verdes
- Museo del Arte Sacro de Haría